# Музеи Санкт-Петербурга
В Санкт-Петербурге имеется свыше 200 музеев и их филиалов.
В список включены большинство общедоступных музеев Санкт-Петербурга (кроме узковедомственных музеев по истории предприятий, учебных заведений, воинских частей и общественных организаций).
Именно в Санкт-Петербурге впервые в России были открыты публичные музеи. С 1702 года были изданы указы Императора Петра Ι о сборе и хранении моделей и различных редкостей. В 1714 году основан первый государственный общедоступный музей — Кунсткамера, в состав которой вошли «Кунскабинет» (первый художественный музей России) и «Мюнскабинет» (первый нумизматический музей).

## Художественные музеи
| Название | Адрес                                                  | Дата открытия | Описание экспозиции | Изображение |
| --- | ------------------------------------------------------ | ------------- | --- | ----------- |
| Государственный Эрмитаж                                                                                                | Дворцовая площадь, 2                                   | 1764 год      | Экспозиция музея показывает развитие мирового искусства с каменного века до конца XX столетия |             |
| Зимний дворец Петра I (филиал Государственного Эрмитажа)                                                               | Дворцовая набережная, 32                               | 1992 год      | Уникальный архитектурно-мемориальный памятник первой четверти XVIII века под Эрмитажным театром |             |
| Меншиковский дворец (филиал Государственного Эрмитажа)                                                                 | Университетская набережная, 15                         | 1981 год      | В экспозицию входят произведения искусства, предметы быта петровской эпохи из собрания Эрмитажа. |             |
| Музей Фаберже | Набережная реки Фонтанки, 21                           | 2013 год      | Музей обладает не имеющим аналогов собранием русского ювелирного и декоративно-прикладного искусств XIX—XX вв. Наиболее ценные и известные предметы в коллекции музея — 9 императорских пасхальных яиц, созданных фирмой Карла Густава Фаберже. В коллекции музея, в том числе, находятся первое и последнее из императорских яиц. |             |
| Музей Императорского фарфорового завода (филиал Государственного Эрмитажа)                                             | проспект Обуховской Обороны, 151                       | 2003 год      | Этапы развития первого отечественного фарфорового предприятия |             |
| Восточное крыло здания Главного штаба (филиал Государственного Эрмитажа)                                               | Дворцовая площадь, 6                                   | 2014 год      | Мировое искусство от начала XIX века до современности |             |
| Государственный Русский музей                                                                                          | Инженерная улица, 4                                    | 1898 год      | Экспозиция охватывает все исторические периоды и тенденции развития русского искусства, все его основные виды и жанры, направления и школы с Х по XXI век |             |
| Мраморный дворец (филиал Государственного Русского музея)                                                              | Миллионная улица, 5/1                                  | 1995 год      | Развёрнуты постоянные экспозиции — «Музей Людвига в Русском музее», «Коллекция петербургских собирателей братьев Ржевских» |             |
| Инженерный (Михайловский) замок (филиал Государственного Русского музея)                                               | Садовая улица, 2                                       | 1991 год      | Развёрнуты постоянные экспозиции — «История замка и его обитателей», «Античные сюжеты в русском искусстве» и «Эпоха Ренессанса в творчестве русских художников» |             |
| Строгановский дворец (филиал Государственного Русского музея)                                                          | Невский проспект, 17                                   | 2003 год      | Экспозиция «Семейные реликвии и вклады рода Строгановых в русские храмы», также экспонируется уникальная коллекция минералов рода Строгановых |             |
| Летний сад (филиал Государственного Русского музея)                                                                    | остров Летний сад                                      | 1704 год      | С коллекцией скульптуры и Летний дворец Петра I, как первая императорская летняя резиденция |             |
| Государственный музей городской скульптуры                                                                             | Невский проспект, 179/2«А»                             | 1939 год      | Основная экспозиция музея - некрополи Александро-Невской лавры и Благовещенская усыпальница, в которой погребены многие члены царской фамилии и выдающиеся сановники. Наиболее известна могила А.В. Суворова. |             |
| Научно-исследовательский музей Российской академии художеств                                                           | Университетская набережная, 17                         | 1757 год      | Собрание рисунков, гравюр, картин русских и западноевропейских мастеров, а также слепков с произведений античной и западноевропейской скульптуры, служивших моделями для рисования в классах «гипсовых голов» и «гипсовых фигур». |             |
| Музей-квартира И. И. Бродского (филиал Музея Российской академии художеств)                                            | площадь Искусств, 3                                    | 1949 год      | В экспозиции представлена коллекция русских художников, собранная И. И. Бродским, и работы самого художника |             |
| Музей-усадьба И. Е. Репина «Пенаты» (филиал Музея Российской академии художеств)                                       | посёлок Репино, Приморское шоссе, 411                  | 1940 год      | В экспозиции можно видеть личные вещи художника, его картины и рисунки, произведения сына – Юрия и работы других русских живописцев |             |
| Музей-усадьба П. П. Чистякова (филиал Музея Российской академии художеств)                                             | Пушкин, Московское шоссе, 23                           | 1987 год      | Экспозиция знакомит с творческой и педагогической деятельностью художника, который был учителем самых выдающихся мастеров русского искусства рубежа XIX—XX веков |             |
| Музей стрит-арта (Музей уличного искусства)                                                                            | шоссе Революции, 84 (вход с Индустриального проспекта) | 2012 год      | Единственный в мире Музей стрит-арта расположен на территории действующего производства в восточной части Санкт-Петербурга. Посетители увидят множество работ российских и зарубежных стрит-артистов, таких как Слава Птрк, Кирилл Кто, Павел 183, Тимофей Радя, Андрей Оленев, Никита Nomerz, Escif, Clemence Behr, Eltono, ZTwins, ТОЙ, 108 и др.                                                                                       |             |
| Музей искусства Санкт-Петербурга XX-XXI веков                                                                          | Санкт-Петербург, Набережная канала Грибоедова, 103)    | 2016 год      | Собрание насчитывает 3000 единиц хранения и охватывает всю историю развития искусства Петрограда-Ленинграда-Санкт-Петербурга, представляя различные тенденции направлений и стилей двух столетий — от авангарда 1920-х гг., соцреализма послевоенного периода, поисков «левого» крыла Союза художников и андеграунда 1960—1970-х гг. до художественных явлений перестройки и постперестроечного времени, включая тренды сегодняшнего дня. |             |
| Музей-квартира А. И. Куинджи (филиал Музея Российской академии художеств)                                              | Биржевой переулок, 1/10, квартира 11                   | 1992 год      | Экспозиция воссоздаёт атмосферу, долгие годы окружавшую легендарного мастера пейзажа |             |
| Елагиноостровский дворец-музей декоративно-прикладного искусства и интерьера XVIII-XXI веков                           | Елагин остров                                          | 1918 год      | В залах первого и второго этажей экспозиции декоративно-прикладного искусства и интерьера XVIII-XXI веков |             |
| Арт-центр «Пушкинская, 10»                                                                                             | Пушкинская улица, 10 (вход с Лиговского проспекта, 53) | 1989 год      | Посетители могут познакомиться с современным искусством, получить информацию по истории питерского андеграунда. Музей нонконформистского искусства, Музей Новой Академии Изящных Искусств, множество художественных галерей |             |
| Музей современного искусства Эрарта                                                                                    | Васильевский остров, 29-я линия, 2                     | 2010 год      | Живопись, графика, скульптура, инсталляции и другие виды современного изобразительного искусства |             |
| Новый музей | Васильевский остров, 6-я линия, 29                     | 2010 год      | Музей создан на основе частной коллекции Аслана Чехоева. В экспозиции — произведения классиков нонконформистского искусства советского периода и современное российское искусство |             |
| Музей прикладного искусства Санкт-Петербургской Государственной художественно-промышленной академии им. А. Л. Штиглица | Соляной переулок, 13-15                                | 1878 год      | В собрании музея представлены образцы русского, западноевропейского, советского прикладного искусства |             |
| Галерея «Петербургский центр искусств»                                                                                 | площадь Труда, 3                                       | 2010 год      | Экспозиция ориентирована на мастерство и известность её экспонентов, представляющих традиционную школу живописи и виды современного изобразительного искусства |             |
| Государственный музей «Царскосельская коллекция»                                                                       | Пушкин, Магазейная улица, 40                           | 1991 год      | Музей современного традиционного искусства, включающий произведения ведущих мастеров живописно-пластического реализма различных школ и направлений, начиная с 1910-х годов по настоящее время |             |
| Галерея искусств KGallery                                                                                              | Набережная реки Фонтанки, 24                           | 2003 год      | Главное направление деятельности галереи — изобразительное искусство начала 1930-х — конца 1970-х годов |             |
| Галерея современной скульптуры и пластики                                                                              | улица Маршала Тухачевского, 27/2                       | 2009 год      | Галерея, которая знакомит публику с искусством современной скульптуры и пластики |             |
| Галерея «Д137» | Невский проспект, 90, квартира 9                       | 1996 год      | Галерея представляет произведения живописи, графики, скульптуры и фотографии известных современных художников |             |
| Музейно-выставочный центр «Петербургский художник»                                                                     | набережная реки Мойки, 100                             | 2005 год      | Экспозиция рассказывает о творчестве художников реалистического направления второй половины XX века и до наших дней |             |
| Борей Арт Центр | Литейный проспект, 58                                  | 1991 год      | Кроме живописи и графики, в галерее можно увидеть театральные действа, дизайн оформительский, театральный, интерьерный. В залах выставляются работы Митьков и других некоммерческих художников |             |
| Музей петербургского авангарда (филиал Государственного музея истории Санкт-Петербурга)                                | улица Профессора Попова, 10                            | 2006 год      | Музей демонстрирует основные этапы становления и многообразие петербургской авангардной культуры |             |
| Государственный музей-институт семьи Рерихов                                                                           | Васильевский остров, 18-я линия, 1                     | 2007 год      | В экспозиции личные вещи, рукописи, живопись, декоративно-прикладное искусство, археологические находки, фотографии и другие экспонаты, связанные с жизнью и творчеством семьи Рерихов |             |
| Петербургский музей кукол                                                                                              | Камская улица, 8                                       | 1998 год      | Музей демонстрирует многообразие кукольного искусства: современные авторские куклы, детские игрушки европейских и советских фабрик, театральные артефакты, традиционные куклы, коллекция сувенирных кукол со всего мира. Кроме того, представлены изделия народных художественных промыслов и предметы дореволюционного быта. В музее работает мастерская фарфоровых кукол «Потешный промысел».                                           |             |

## Естественно-научные музеи
| Название                                                                                       | Адрес                                     | Дата открытия | Описание экспозиции | Изображение |
| ---------------------------------------------------------------------------------------------- | ----------------------------------------- | ------------- | --- | ----------- |
| Российский государственный музей Арктики и Антарктики                                          | улица Марата, 24а                         | 1930 год      | В музее проводятся экскурсии, посвящённые природе и исследованиям Арктики и Антарктики, истории открытия и освоения Северного морского пути |             |
| Музей гигиены Городского центра медицинской профилактики                                       | Итальянская улица, 25                     | 1919 год      | Экспозиция музея рассказывает об анатомии и физиологии человека, борьбе с вредными привычками, о половом воспитании, профилактике СПИДа, радиационной гигиене |             |
| Ботанический музей Ботанического института им. В. Л. Комарова РАН                              | улица Профессора Попова, 2                | 1823 год      | Ботанический музей располагает коллекциями образцов древесин и семян растений, их ископаемых остатков и изделий из хозяйственно ценных растений, а также включает фототеку и архив документов. Ботанический сад                                                           |             |
| Центральный музей почвоведения им. В. В. Докучаева                                             | Биржевой проезд, 6                        | 1904 год      | Экспозиция даёт представления: о почве как особом природном теле, об эколого-географических закономерностях почвообразования,о почвах мира, России, о преобразованиях почвенного покрова и формировании окультуренных почв, о нарушениях почвенного покрова и охране почв |             |
| Музей Горного института                                                                        | 22-я линия Васильевского острова, 1       | 1774 год      | Музей - хранитель уникальных коллекций минералов, руд, горных пород, палеонтологических остатков, собраний моделей и макетов по истории горной и горнозаводской техники, холодного оружия, изделий камнерезного и ювелирного искусства                                    |             |
| Центральный научно-исследовательский геологоразведочный музей им. академика Ф. Н. Чернышёва    | Васильевский остров, Средний проспект, 74 | 1914 год      | Музей предоставляет информацию по геологическому строению, истории геологического развития и месторождениям полезных ископаемых всех регионов России и стран СНГ |             |
| Зоологический музей Зоологического института РАН                                               | Университетская набережная, 1             | 1832 год      | Здесь выставлено около 30 тысяч экземпляров животных из всех районов Земного шара |             |
| Музей-архив Д.И. Менделеева Санкт-Петербургского государственного университета                 | Университетская набережная, 7—9           | 1949 год      | Экспозиция музея, расположенного в квартире учёного в Санкт-Петербургском университете, подробно рассказывает о жизни и деятельности Д. И. Менделеева. |             |
| Метрологический музей ГОССТАНДАРТА России при ВНИИМ им. Д. И. Менделеева                       | Московский проспект, 19                   | 1928 год      | Экспозиция, расположенная в последней квартире Д. И. Менделеева, включает разделы «Российская система мер» и «Д. И. Менделеев — основоположник научной метрологии» |             |
| Мемориальный музей-квартира академика И. П. Павлова Института физиологии им. И. П. Павлова РАН | Васильевский остров, 7-я линия, 2         | 1949 год      | Полностью сохранившиеся в оригинальном виде интерьеры хранят память о великом учёном, и представляют собой типичный образец квартиры петербургского интеллигента среднего достатка конца XIX — начала XX веков                                                            |             |
| Музей путешественника П. К. Козлова                                                            | Смольный проспект, 6, квартира 32         | 1989 год      | Экспозиция музея включает разделы: прихожая, рабочий кабинет П. К. Козлова, комната истории русских экспедиций в Центральную Азию, тибетская комната, комната временных выставок.                                                                                         |             |
| Музей Русского Географического общества                                                        | переулок Гривцова, 10                     | 1986 год      | Помимо документальных материалов посетители музея могут ознакомиться с картами, экспонатами, привезёнными из экспедиций, предметами искусства, а также личными вещами путешественников.                                                                                   |             |

## Литературные музеи
| Название                                                                                               | Адрес                                              | Дата открытия | Описание экспозиции | Изображение |
| --- | -------------------------------------------------- | ------------- | --- | ----------- |
| Всероссийский музей А. С. Пушкина                                                                      | набережная реки Мойки, 12                          | 1879 год      | Литературно-монографическая экспозиция «А. С. Пушкин. Жизнь и творчество» |             |
| Мемориальный Музей-квартира А.С.Пушкина (филиал Всероссийского музея А.С.Пушкина)                      | набережная реки Мойки, 12                          | 1927 год      | Музей представляет собой воссозданную в своём первоначальном облике квартиру А. С. Пушкина, где можно увидеть вещи, принадлежавшие его семье, друзьям и знакомым.                                  |             |
| Мемориальный Музей-Лицей (филиал Всероссийского музея А.С.Пушкина)                                     | Пушкин, Садовая улица, 2                           | 1974 год      | Музей воссоздаёт обстановку, в которой жили и учились лицеисты, как оказалось самого блистательного, выпуска, впоследствии названного «пушкинским»                                                 |             |
| Музей-дача А. С. Пушкина (филиал Всероссийского музея А.С.Пушкина)                                     | Пушкин, Пушкинская улица, 2/19                     | 1958 год      | Воссозданные интерьеры комнат, а также представленные в экспозиции музея материалы рассказывают о жизни и творчестве поэта.                                                                        |             |
| Музей-усадьба Г.Р.Державина (филиал Всероссийского музея А. С. Пушкина)                                | набережная реки Фонтанки, 118                      | 2003 год      | Музей представляет собой воссозданную городскую усадьбу XVIII века, состоящую из комплекса зданий                                                                                                  |             |
| Музей-квартира Н. А. Некрасова (филиал Всероссийского музея А.С.Пушкина)                               | Литейный проспект, 36                              | 1946 год      | Музей, посвящённый жизни и творчеству знаменитого русского поэта Николая Некрасова |             |
| Литературно-мемориальный музей Анны Ахматовой в Фонтанном Доме                                         | набережная реки Фонтанки, 34, южный флигель        | 1989 год      | Музей делится на мемориальную, возвращающую квартире Пуниных — Ахматовой облик 1920-х—1940-х годов, и литературно-историческую или – «Я помню всё в одно и то же время…» (Ахматова)                |             |
| Музей «Полторы комнаты» Иосифа Бродского                                                               | улица Короленко, 14                                | 2020 год      | Мемориальный музей на месте бывшего жительства поэта И.А.Бродского в здании дома Мурузи |             |
| Мемориальный музей-квартира Л. Н. Гумилёва (филиал Музея Анны Ахматовой)                               | Коломенская улица, 1/15                            | 2003 год      | Квартира известного учёного — историка, географа, этнолога и тюрколога Льва Николаевича Гумилёва                                                                                                   |             |
| Музей «Анна Ахматова. Серебряный век»                                                                  | Автовская улица, 14                                | 1980 год      | Музей посвящён великому русскому поэту А.Ахматовой и семье Гумилёвых |             |
| Музейная экспозиция «Анна Ахматова. Царское Село»                                                      | Пушкин, Леонтьевская улица, 17                     | 1980 год      | В экспозиции показаны этапы биографии Ахматовой, творческий путь поэта и то место, которое занимало в её поэзии Царское Село                                                                       |             |
| Литературно-мемориальный музей Ф. М. Достоевского                                                      | Кузнечный переулок, 5/2                            | 1971 год      | Музей состоит из мемориальной квартиры Ф. М. Достоевского, литературной экспозиции, посвящённая жизни и творчеству писателя                                                                        |             |
| Государственный литературный музей «XX век»                                                            | Малая Конюшенная улица, 4/2, квартира 119 (3 этаж) | 1988 год      | Экспозиции «Жизнь и творчество М. Зощенко», «Писатель и власть» |             |
| Музей В.В. Набокова Факультета филологии и искусств Санкт-Петербургского государственного университета | Большая Морская улица, 47                          | 1998 год      | Экспозиции представлена литературными и художественными выставками, связанными с наследием В. В. Набокова                                                                                          |             |
| Музей-квартира А. А. Блока (филиал Государственного музея истории Санкт-Петербурга)                    | улица Декабристов, 57                              | 1980 год      | Музей состоит из мемориальной квартиры с подлинными предметами обстановки и убранства, принадлежавшим поэту, и литературной экспозиции, рассказывающей о его жизни и творчестве                    |             |
| Литературный музей Института русской литературы РАН ("Пушкинский дом")                                 | набережная Макарова, 4                             | 1905 год      | В настоящее время открыты зал литературы Серебряного века и выставка из собрания Ф. Ф. Фидлера |             |
| Интерактивный музей «Голова Поэта»                                                                     | Лицейский переулок, 1/4                            | 2016 год      | Музей-загадка расположен в Доме директора Царскосельского Лицея Е. А. Энгельгардта, представляет собой уникальный авторский арт-объект для интерактивного путешествия с картой по сказкам Пушкина. |             |

## Театральные и музыкальные музеи
| Название | Адрес                        | Дата открытия | Описание экспозиции | Изображение |
| --- | ---------------------------- | ------------- | --- | ----------- |
| Санкт-Петербургский государственный музей театрального и музыкального искусства                               | площадь Островского, 6       | 1908 год      | Экспозиции: «Искания театра эпохи Серебряного века», «Театральный авангард 1920—1930-х годов» и «Советский театр за „железным занавесом“»                                                                 |             |
| Мемориальный музей-квартира Н. А. Римского-Корсакова (филиал СПб Музея театрального и музыкального искусства) | Загородный проспект, 28      | 1971 год      | Музей даёт представление о многогранной деятельности Н. А. Римского-Корсакова - композитора, педагога, дирижёра                                                                                           |             |
| Мемориальный музей-квартира семьи актёров Самойловых (филиал СПб Музея театрального и музыкального искусства) | Стремянная улица, 8          | 1994 год      | Экспозиция, посвящённая петербургской театральной культуре XIX — начала XX веков |             |
| Шереметевский дворец - Музей музыки (филиал СПб Музея театрального и музыкального искусства)                  | набережная реки Фонтанки, 34 | 1995 год      | Выставка «Шереметевы и музыкальная жизнь Петербурга XVIII — начала XX веков» |             |
| Дом-музей Ф. И. Шаляпина (филиал СПб Музея театрального и музыкального искусства)                             | улица Графтио, 2б            | 1975 год      | Перед посетителями возникает мир художественных и человеческих привязанностей артиста |             |
| Музей циркового искусства при Большом Санкт-Петербургском цирке                                               | набережная реки Фонтанки, 3  | 1928 год      | Собрание Музея насчитывает более 100 тысяч единиц хранения: библиотеки, фототеки, видеотеки; фондов живописи и графики, плакатов, цирковых программок, скульптуры и мелкой пластики, костюмов и реквизита |             |

## Исторические музеи

### Этнографические и археологические музеи
| Название                                                                                    | Адрес                         | Дата открытия | Описание экспозиции | Изображение |
| ------------------------------------------------------------------------------------------- | ----------------------------- | ------------- | --- | ----------- |
| Музей антропологии и этнографии имени Петра Великого Российской академии наук (Кунсткамера) | Университетская набережная, 3 | 1714 год      | Обладает уникальной коллекцией предметов старины, раскрывающих историю и быт многих народов. Музей известен по коллекции «уродцев» — анатомических редкостей и аномалий. Здесь находится Музей М. В. Ломоносова |             |
| Российский этнографический музей                                                            | Инженерная улица, 4/1         | 1934 год      | В залах музея можно ознакомиться с исконной культурой самых разных народов старой и новой России, их бытом, нравами, мировоззрением                                                                             |             |
| Музей «Ниеншанц»                                                                            | Английская набережная, 6      | 2003 год      | Экспозиция состоит из памятников археологии, обнаруженных в ходе изучения территории в устье реки Охты в начале 1990-х годов                                                                                    |             |

### Музеи политической истории и истории религии
| Название | Адрес                                                                  | Дата открытия | Описание экспозиции | Изображение |
| --- | ---------------------------------------------------------------------- | ------------- | --- | ----------- |
| Государственный музей истории религии                                                                               | Почтамтская улица, 14                                                  | 1932 год      | Единственный в России и один из немногих музеев в мире, экспозиции которого представляют историю возникновения и развития религии |             |
| Петропавловская крепость (филиал Государственного музея истории Санкт-Петербурга)                                   | Петропавловская крепость, 3                                            | 1924 год      | Можно посетить Петропавловский собор, Тюрьма Трубецкого бастиона, «Невская панорама», выставочные залы Потерны и Государева бастиона, «Колокольня Петропавловского собора», «Печатня»                                                                |             |
| Особняк Румянцева(филиал Государственного музея истории Санкт-Петербурга)                                           | Английская набережная, 44                                              | 1946 год      | Экспозиции «Особняк Румянцева. История здания и владельцев», «НЭП. Образ города и человека», «Ленинград в годы Великой Отечественной войны» |             |
| Музей-квартира С. М. Кирова (филиал Государственного музея истории Санкт-Петербурга)                                | Каменноостровский проспект, 26-28                                      | 1956 год      | Экспозиции «Мемориальная квартира С. М. Кирова», «Ленинград в 1920-1930-е годы», «За детство счастливое наше...» |             |
| Музей печати (филиал Государственного музея истории Санкт-Петербурга)                                               | набережная реки Мойки, 32                                              | 1984 год      | Экспозиция музея состоит из трёх частей: «Издательство и типография начала XX века», «История печатного дела в Петербурге в XVIII веке» и «Музыкальный салон».                                                                                       |             |
| Государственный краеведческий музей «Нарвская застава»                                                              | улица Ивана Черных, 23                                                 | 1990 год      | В основе экспозиции лежит история дороги вдоль юго-западного берега Финского залива, начиная с VIII века по настоящее время |             |
| Государственный краеведческий музей «Невская застава»                                                               | Ново-Александровская улица, 23                                         | 1995 год      | Музей рассказывает о революционной истории Невской заставы. В 1894—1895 годах в здесь проводились занятия марксистского кружка, которым руководил В.И.Ленин.                                                                                         |             |
| Государственный музей политической истории России                                                                   | улица Куйбышева, 2-4                                                   | 1957 год      | Экспозиция рассказывает о политической, экономической и социальной жизни общества в России XIX—XXI веков |             |
| Музей истории парламентаризма в России и странах СНГ                                                                | Шпалерная улица, 47                                                    | 2005 год      | Музей расположен в здании Таврического дворца, где сейчас располагается МПА СНГ. Экспозиция рассказывает о создании и работе первой в России Государственной думы.                                                                                   |             |
| Детский музейный центр исторического воспитания (филиал Государственного музея политической истории России)         | Болотная улица, 13                                                     | 1998 год      | В игровой форме рассказывается детям о истории |             |
| Гороховая, 2. Музей истории политической полиции России (филиал Государственного музея политической истории России) | Адмиралтейский проспект, 6                                             | 1994 год      | «История политической полиции России XIX — начала XX веков», «ВЧК и деятельность Петроградской ЧК», «КГБ СССР: люди, судьбы, операции», «От плана „Д“ до снятия блокады. Ленинградское управление НКВД и Смерш в документах и лицах. 1941—1944 годы» |             |
| Мемориальный музей «Разночинный Петербург»                                                                          | Большой Казачий переулок, 7                                            | 1938 год      | Экспозиции: историческая экспозиция «Вокруг Семёновского плаца», мемориальная квартира В. И. Ульянова, документальная экспозиция «Выбор пути», «Блокадная комната семьи А. Н. Агте»                                                                  |             |
| Санкт-Петербургский Музей Восковых Фигур                                                                            | Невский проспект, 35, «Гостиный Двор», Перинная линия, 2 этаж, Галерея | 1990 год      | Коллекция музея тематически делится на разделы, самым большим из которых является раздел, посвящённый русской истории (от первых правителей Руси до политиков наших дней)                                                                            |             |
| Государственный историко-мемориальный Санкт-Петербургский музей «Смольный»                                          | площадь Пролетарской Диктатуры, 3, Смольный                            | 1991 год      | Музей рассказывает об истории здания, которое приобрело всемирную известность как штаб революции 1917 года |             |
| Музей-квартира Елизаровых (филиал Государственного музея «Смольный»)                                                | Широкая улица, 52, квартира 24                                         | 1927 год      | Экспозиция музея рассказывает о семье Ульяновых-Елизаровых, и деятельности Ленина в Петрограде в апреле-июле 1917 года. |             |
| Музей-квартира Аллилуевых (филиал Государственного музея «Смольный»)                                                | 10-я Советская улица, 17, квартира 20                                  | 1938 год      | Музей связан с именами таких политических деятелей, как Ленин и Сталин. Кроме того, в музее хорошо представлен быт квалифицированного петербургского рабочего начала XX века.                                                                        |             |
| Мемориальный музей—квартира св. Иоанна Кронштадтского                                                               | Кронштадт, Посадская улица, 21                                         | 1999 год      | Здесь служат молебны и панихиды, рассказывают о праведной жизни св. Иоанна Кронштадтского |             |
| Юсуповский дворец на Мойке                                                                                          | набережная реки Мойки, 94                                              | 1990-е годы   | Архитектурный ансамбль XVIII—XX веков, Экспозиция «Убийство Григория Распутина» |             |

### Музеи истории блокады Ленинграда и Великой Отечественной войны
| Название                                                                                              | Адрес                                                 | Дата открытия | Описание экспозиции | Изображение |
| --- | ----------------------------------------------------- | ------------- | --- | ----------- |
| Государственный мемориальный музей обороны и блокады Ленинграда                                       | Соляной переулок, 9                                   | 1946 год      | Музей посвящённый истории Ленинградской битвы в годы Великой Отечественной войны |             |
| Мемориальный комплекс «Подводная лодка Д-2 “Народоволец”» (филиал Центрального военно-морского музея) | Шкиперский проток, 10                                 | 1994 год      | Экспозиция посвящена истории подводной лодки Д-2 и действиям советских моряков-подводников в годы Великой Отечественной войны                                                                               |             |
| Музей подводных сил России им. А. И. Маринеско                                                        | Кондратьевский проспект, 83/1                         | 1997 год      | Музей представляет собой историко-культурный комплекс и состоит из двух экспозиционных залов, кают-компании и внешней площадки с рубкой подводной лодки, образцами оружия и предметами флотского назначения |             |
| Народный музей «А музы не молчали…»                                                                   | набережная реки Пряжки, 2-4,6                         | 1968 год      | Музей посвящён культуре и искусству Ленинграда периода Великой Отечественной войны |             |
| Музей медицины блокадного Ленинграда                                                                  | Старорусская улица, 3 (здание бывшего эвакогоспиталя) | 2019 год      | Музей посвящён памяти врачей, медсестёр, санитарок, работавших в блокадном Ленинграде. |             |

### Военно-исторические музеи
| Название                                                                                          | Адрес                                                   | Дата открытия | Описание экспозиции | Изображение |
| ------------------------------------------------------------------------------------------------- | ------------------------------------------------------- | ------------- | --- | ----------- |
| Военно-исторический музей артиллерии, инженерных войск и войск связи                              | Александровский парк, 7                                 | 1703 год      | Музей обладающий обширными коллекциями артиллерии, стрелкового и холодного оружия, военно-инженерной техники, средств военной связи, боевых знамён, военной формы одежды. |             |
| Государственный мемориальный музей А. В. Суворова                                                 | Кирочная улица, 43                                      | 1904 год      | Музей, посвящённый памяти генералиссимуса А. В. Суворова |             |
| Музей Оловянного солдатика                                                                        | Кирочная улица, 43Б                                     | 2017 год      | Музей расположен в отдельном здании во дворе музея А. В. Суворова. В нём экспонируется уникальная коллекция солдатиков, принадлежащая музею, в частности, уникальная реконструкция последнего парада Российской императорской гвардии в 1914 году на Марсовом поле, состоящая из более чем 3000 солдатиков, и приобретённая для музея в 2017 году. |             |
| Музей истории кадетских корпусов России (филиал Музея артиллерии, инженерных войск и войск связи) | Садовая улица, 26, в здании Мальтийской капеллы         | ? год         | В настоящее время Мальтийская капелла открыта для организованных экскурсионных групп, которые могут ознакомиться с этим уникальным архитектурно-художественным памятником |             |
| Центральный военно-морской музей                                                                  | площадь Труда, 5                                        | 1709 год      | Музей рассказывает о истории российского флота |             |
| Крейсер «Аврора» (филиал Центрального военно-морского музея)                                      | Петроградская набережная, Крейсер «Аврора»              | 1956 год      | Экспозиции «100-летняя история крейсера „Аврора“», «Российская корабельная техника начала XX века (экскурсия в машинное и котельное отделения)», «Артиллерия, боевая рубка и радиостанция крейсера (экскурсия по палубе и этим помещениям)» |             |
| Музей «Кронштадтская крепость» (филиал Центрального военно-морского музея)                        | Кронштадт, Якорная площадь, 1, Морской Никольский собор | 1980 год      | С июня 2009 года закрыт для посещения на время проведения ремонтно-реставрационных работ. Открыт для посещения с лета 2013 года. |             |
| Военно-медицинский музей Министерства обороны Российской Федерации                                | Лазаретный переулок, 2                                  | 1942 год      | Музей представляет экспозицию, посвящённую истории российского здравоохранения и военной медицины |             |
| Корабль-музей фрегат «Штандарт»                                                                   | Шкиперский проток, 10                                   | 1999 год      | Копия петровского фрегата 1703 года. Из-за проблем с сертификацией в России с 2009 года находится в европейских водах |             |

### Историко-бытовые музеи
| Название                                                                  | Адрес                                       | Дата открытия | Описание экспозиции | Изображение |
| ------------------------------------------------------------------------- | ------------------------------------------- | ------------- | --- | ----------- |
| Музей специй                                                              | В. О., Большой пр., дом 6                   | 2015 год      | Музей специй (роль в истории торговли и географических открытий, применение в кулинарии и медицине), более 100 видов специй и более 200 артефактов разных исторических эпох.                                                 |             |
| Музей моделей из кубиков LEGO GameBrick                                   | Вознесенский проспект, 44-46                | 2013 год      | Музей-выставка интересных наборов и авторских моделей из кубиков LEGO |             |
| Санкт-Петербургский музей игрушки                                         | набережная реки Карповки, 32                | 1997 год      | Музей показывает игрушку не только как уникальное явление материальной культуры, но и как особый вид искусства, в котором сплетаются древние национальные традиции и самые современные художественные течения                |             |
| Санкт-Петербургский музей хлеба                                           | Улица Михайлова, 2                          | 1988 год      | Тринадцатый в мире музей хлеба |             |
| Музей кофе                                                                | Воскресенская набережная, 14                | 2008 год      | Экспозиции Музея посвящены древним легендам и истории кофе, процессу его производства и культуре пития этого напитка |             |
| Музей русской водки                                                       | Конногвардейский бульвар, 4                 | 2008 год      | Экспозиция знакомит своих гостей с напитком, ставшим неотъемлемой частью и обязательным атрибутом важнейших событий нашей жизни                                                                                              |             |
| Музей сновидений Фрейда                                                   | Большой проспект Петроградской стороны, 18А | 1999 год      | Экспозиция представляет собой тотальную инсталляцию, рассчитанную на активное фантазирование посетителей музея. Посетители, таким образом, являются главными экспонатами музея                                               |             |
| Музей Истории Фотографии                                                  | улица Профессора Попова, 23                 | 2003 год      | Постоянная экспозиция «Образ фотографии в XIX и XX веках» включает все основные этапы развития фотографии как технологического процесса                                                                                      |             |
| Русская деревня — Шуваловка                                               | Стрельна, Санкт-Петербургское шоссе, 111    | ?             | Представлена жизнь русской деревни, её быт и традиции. Вы посетите Кузницу, Гончарную Мастерскую, Крестьянскую Избу, Дом Ремёсел, Ветряную Мельницу, Ладью и церковь в честь Рождества Пресвятой Богородицы                  |             |
| Музей микроминиатюры «Русский Левша»                                      | Невский проспект, 81                        | 2006 год      | В основе экспозиции уникальная коллекция микроминиатюр сибирского умельца Владимира Анискина |             |
| Народный литературный музей Остапа Бендера                                | Сестрорецк, улица Токарева, 10              | 1995 год      | В музее собрана удивительная коллекция «подлинных вещей вымышленного героя» |             |
| Частный музей граммофонов и фонографов                                    | Большая Пушкарская улица, 47                | 1997 год      | Собрание частного музея даёт возможность познакомиться с историей открытия фонографов и граммофонов. Более трёхсот экспонатов после тщательной реставрации разместились в экспозиции.                                        |             |
| Санкт-Петербургский музей истории профессионального образования           | Улица Марата, 64                            | 1980 год      | Экспозиция обращена к истокам и накопленному опыту развития профобразования в России, начиная от Петра I. |             |
| Музей истории Кронштадта                                                  | Кронштадт, Ленинградская улица, 2           | 1991 год      | Музей рассказывает об освоении острова Котлин, строительстве и развитии города, о быте и культуре горожан. |             |
| Музей истории Павловска                                                   | Павловск, Песчаный переулок, 11/16          | 2003 год      | В экспозиции представлены документы, карты и планы местности, редкие старые фотографии и открытки, портреты владельцев Павловска.                                                                                            |             |
| Краеведческий музей города Ломоносова                                     | Ломоносов, Еленинская улица, 25             | 1974 год      | Представлена выставка «Страницы летописи истории Ораниембаума - Ломоносова». Коллекция предметов быта, интерьера разных эпох XIX-XX вв.                                                                                      |             |
| Историко-литературный музей города Пушкина                                | Пушкин, Леонтьевская улица, 28              | 1977 год      | Экспозиция по тематике, связанной с историей Царского Села, жизнью исторических деятелей, в нём проживавших. |             |
| Музей эротики «МузЭрос»                                                   | улица Седова, 11А                           | 2013 год      | Уникальная историческая коллекция, 3D-кинотеатр, крупнейшая коллекция секс-машин и читальный зал. |             |
| Музей варежки                                                             | набережная реки Мойки, 87                   | 2013 год      | Музей современного декоративно-прикладного искусства. Коллекция арт-объектов демонстрирует образцы современного прикладного искусства, а также раскрывает тему тепла, как духовного явления.                                 |             |
| Музей повседневной культуры Ленинграда 1945—1965 гг. «XX лет после Войны» | 4 линия В. О., 19/11                        | 2014 год      | В музее собрано большое количество предметов повседневного обихода, реконструирован интерьер комнаты в коммунальной квартире. Экспозиция музея повествует о быте и культуре жителей Ленинграда в послевоенное двадцатилетие. |             |
| Музей огня «Хроники огненной истории»                                     | наб. Крюкова канала, 7/2                    | 2023 год      | Ранее известен как «Музей истории свечи». Частный музей посвященный истории огня. |             |
| Музей спорта                                                              | набережная реки Мойки, 23                   | 2023 год      | Филиал Государственного музей спорта в Санкт-Петербурге, расположен в доме Абамелек-Лазарева. |             |
| Музей истории денег                                                       | Петропавловская крепость, 3Ш                | 2016 год      | Расположен в Аннинском кавальере Петропавловской крепости. Находится в управлении Гознака. |             |

## Музеи-памятники
| Название                                                                                            | Адрес                                           | Дата открытия | Описание экспозиции | Изображение |
| --------------------------------------------------------------------------------------------------- | ----------------------------------------------- | ------------- | --- | ----------- |
| Государственный музей-памятник «Исаакиевский собор»                                                 | Исаакиевская площадь, 4                         | 1928 год      | Музей знакомит с художественным убранством интерьера Исаакиевского собора как с образцом синтеза различных видов монументально-декоративного искусства                                                                 |             |
| Музей-памятник «Сампсониевский собор» (филиал Музея-памятника «Исаакиевский собор»)                 | Большой Сампсониевский проспект, 41             | 2000 год      | Собор предлагает программы «Вечерний храм», «Рождественское чудо» |             |
| Музей-памятник «Спас на Крови» (филиал Музея-памятника «Исаакиевский собор»)                        | набережная канала Грибоедова, 2                 | 1997 год      | Экспозиция знакомит с историей создания храма-памятника и уникальным собранием его мозаик |             |
| Концертно-выставочный зал «Смольный собор» (филиал Музея-памятника «Исаакиевский собор»)            | площадь Растрелли, 1                            | 1990 год      | Смотровая площадка на звоннице собора с панорамой излучины Невы и видами на другие достопримечательности Санкт-Петербурга                                                                                              |             |
| Музейный комплекс «Вселенная Воды»                                                                  | Шпалерная улица, 56                             | 2003 год      | Экспозиция рассказывает о истории водопроводов у разных народов и истории водоснабжения в Санкт-Петербурге |             |
| Пискарёвское мемориальное кладбище                                                                  | проспект Непокорённых, 72                       | 1960 год      | На кладбище 186 братских могил, где похоронены 420 тысяч жителей города и 70 тысяч воинов-защитников Ленинграда. При входе на кладбище музей, посвящённый Ленинградской блокаде, где находится дневник Тани Савичевой. |             |
| Историко-культурный музейный комплекс в Разливе                                                     | Сестрорецк, станция Разлив, улица Емельянова, 3 | 1928 год      | Включает в себя два музейных объекта: «Сарай Ленина» и «Шалаш Ленина» |             |
| Монумент героическим защитникам Ленинграда (филиал Государственного музея истории Санкт-Петербурга) | площадь Победы                                  | 1975 год      | Наземная часть монумента и Памятный зал (подземная часть), где находится мемориальная экспозиция "История обороны и блокады Ленинграда".                                                                               |             |
| Домик Петра I (филиал Государственного Русского музея)                                              | Петровская набережная, 6                        | 1723 год      | Первое жилое здание и единственное сохранившееся деревянное строение Санкт-Петербурга в котором жил император Пётр I                                                                                                   |             |
| Музей-некрополь «Литераторские мостки» (филиал Государственного музея городской скульптуры)         | Расстанная улица, 30                            | 1935 год      | Участок Волковского кладбища, на котором захоронено много русских и советских писателей, музыкантов, актёров, архитекторов, учёных и общественных деятелей, а также мать В. И. Ленина и его сёстры                     |             |
| Нарвские триумфальные ворота (филиал Государственного музея городской скульптуры)                   | площадь Стачек                                  | 1987 год      | В экспозиции представлена атрибутика Отечественной войны 1812 года, проводятся тематические выставки |             |

## Дворцово-парковые музеи-заповедники
| Название                                                                       | Адрес                                       | Дата открытия | Описание экспозиции | Изображение |
| ------------------------------------------------------------------------------ | ------------------------------------------- | ------------- | --- | ----------- |
| Государственный музей-заповедник «Царское Село»                                | Пушкин, Садовая улица, 7                    | 1918 год      | Памятник мировой архитектуры и садово-паркового искусства XVIII — начала XX века: Большой Екатерининский дворец, Александровский дворец, Екатерининский парк, Александровский парк. |             |
| Государственный музей-заповедник «Павловск»                                    | Павловск, ул. Садовая, д. 20                | 1978 год      | Дворцово-парковый ансамбль конца XVIII — начала XIX века, включающий Павловский дворец и Павловский парк. |             |
| Дворцово-парковый ансамбль «Петергоф» (музей-заповедник «Петергоф»)            | Петергоф, Нижний парк                       | 1918 год      | Памятник мировой архитектуры и дворцово-паркового искусства XVIII — XIX веков: Большой Петергофский дворец, Музей «Особая кладовая», Гроты Большого каскада, дворец «Монплезир», Восточный и Западный Вольеры, музеи «Екатерининский корпус», «Банный корпус», дворец «Марли», павильон «Эрмитаж» и музей «Императорские яхты» |             |
| Колонистский парк (филиал Музея-заповедника «Петергоф»)                        | Петергоф, Колонистский парк                 | 2005 год      | На островах Ольгиного пруда расположены Царицын и Ольгин павильоны |             |
| Дворцово-парковый ансамбль «Александрия» (филиал Музея-заповедника «Петергоф») | Петергоф, Александрия                       | 1926 год      | Приморский пейзажный парк на берегу Финского залива: дворец Котедж, Готическая Капелла, Фермерский дворец, Телеграф |             |
| Музей семьи Бенуа (филиал Музея-заповедника «Петергоф»)                        | Петергоф, Верхний сад, Дворцовая площадь, 8 | 1988 год      | Экспозиция музея знакомит с разнообразными явлениями российской и мировой художественной жизни второй половины XIX — XX веков |             |
| Музей велосипедов (филиал Музея-заповедника «Петергоф»)                        | Петергоф, Верхний сад, Правленская улица, 1 | 2004 год      | В музее представлено 12 велосипедов, на которых когда-то по аллеям петергофских парков катались русские императоры и их дети |             |
| Музей коллекционеров (филиал Музея-заповедника «Петергоф»)                     | Петергоф, Верхний сад, Правленская улица, 1 | 2003 год      | Коллекция сформирован на основе даров и завещаний известных ленинградских коллекционеров супругов Тимофеевых и И.М.Эзраха, и состоит из произведений живописи и декоративно-прикладного искусства |             |
| Музей игральных карт (филиал Музея-заповедника «Петергоф»)                     | Петергоф, Верхний сад, Правленская улица, 1 | 2007 год      | Это единственный в России музей, посвящённый истории игральных карт. |             |
| Дворцово-парковый ансамбль «Ораниенбаум» (филиал Музея-заповедника «Петергоф») | Ломоносов                                   | 1922 год      | Дворцово-парковый ансамбль XVIII — начала XX веков: Верхний пейзажный и Нижний регулярный парки, Большой (Меншиковский) дворец, Дворец Петра III, Китайский дворец, павильоны Катальной горки и «Каменное зало» |             |
| Дворцово-парковый ансамбль «Стрельна» (филиал Музея-заповедника «Петергоф»)    | Стрельна                                    | 2003 год      | Дворцово-парковый ансамбль XVIII—XIX веков: Константиновский дворец, Дворец Петра I, Константиновский парк. |             |

## Музеи науки и техники
| Название | Адрес                                         | Дата открытия | Описание экспозиции | Изображение   |
| --- | --------------------------------------------- | ------------- | --- | ------------- |
| Центральный музей связи имени А. С. Попова                                                                        | Почтамтский переулок, 4                       | 1877 год      | Уникальную коллекцию Музея, посвящённую истории развития средств связи в России, составляют более 8 миллионов единиц хранения |               |
| Мемориальный музей А. С. Попова при СПбГЭТУ "ЛЭТИ"                                                                | улица Профессора Попова, 5, корпус 1          | 1948 год      | Музей включает музей-лабораторию и музей-квартиру А. С. Попова, выдающегося русского учёного-физика, основоположника радиотехники в России, изобретателя в области радиосвязи                                                                                             |               |
| Мемориальный музей-кабинет А. С. Попова                                                                           | Кронштадт, Макаровская улица, 1/3             | 1906 год      | Музей расположен в здании Минного офицерского класса, где преподавал А. С. Попов и где в 1895 году он продемонстрировал свой «Прибор для обнаружения и регистрирования электрических колебаний»                                                                           |               |
| Центральный музей железнодорожного транспорта МПС России                                                          | Садовая улица, 50                             | 1813 год      | Музей рассказывает о транспортной науке и железнодорожном транспорте |               |
| Музей мостов (филиал Музея железнодорожного транспорта России)                                                    | Мучной переулок, 2                            | 2019 год      | Музей посвящен истории мостов города. Заменил музей «Отечественное мостостроение», что находился в Красном селе. |               |
| Музей городского электрического транспорта                                                                        | Васильевский остров, Средний проспект, 77     | 2008 год      | В старейшем Василеостровском трамвайном парке создана экспозиция по истории трамвайного и троллейбусного движения в городе, ретроподвижной музейный состав (трамвайные вагоны и троллейбусные машины)                                                                     |               |
| Музей железных дорог России                                                                                       | Библиотечный переулок, 4к2                    | 1978 год      | Музей посвящённый железным дорогам, подвижному составу и всему, что с этим связано |               |
| Ледокол «Красин» (филиал Музея Мирового океана в Калининграде)                                                    | набережная Лейтенанта Шмидта, 23-я линия      | 1995 год      | Посетив музей, можно прикоснуться к живой истории и почувствовать настоящую романтику полярных исследований |               |
| Музей Петербургского метрополитена                                                                                | улица Одоевского, 29                          | 2005 год      | Музей рассказывает запечатлённую, написанную и воплощённую 50-летнюю историю метро в Санкт-Петербурге |               |
| Музей космонавтики и ракетной техники имени В. П. Глушко (филиал Государственного музея истории Санкт-Петербурга) | Петропавловская крепость, Иоанновский равелин | 1960 год      | Экспонируется подлинный спускаемый аппарат космического корабля «Союз-16», скафандры космонавтов, образцы продуктов питания, полётные костюмы |               |
| Астрономический музей Главной (Пулковской) обсерватории РАН                                                       | Пулковское шоссе, 65                          | 1992 год      | Музей, где можно ознакомиться с историей и самыми современными достижениями мировой астрономии. |               |
| Интерактивный музей занимательной науки «ЛабиринтУм»                                                              | Улица Льва Толстого, 9                        | 2010 год      | В музее представлены экспонаты, при помощи которых дети могут играючи познавать законы физики. В музее три зала: зал с оптическими иллюзиями, зал с приборами, требующими совместной деятельности детей и зал экспериментов с водой.                                      |               |
| Музей логистики                                                                                                   | Коломяжский проспект, 33                      | 2011 год      | Экспозиция музея охватывает всю цепочку товародвижения от производителя до потребителя. Здесь можно познакомиться с различными сферами практической логистики: производством, хранением, обработкой и транспортировкой грузов.                                            |               |
| Гранд Макет Россия                                                                                                | Цветочная улица, 16                           | 2012 год      | На макетном поле площадью почти 800 м² объединены собирательные образы городов и регионов России, с сотнями движущихся составов и автомобилей, световых и звуковых эффектов, тысячами миниатюрных фигурок, составляющих жанровые сценки, а также эффект смены дня и ночи. |               |
| Музей советских игровых автоматов                                                                                 | Конюшенная площадь, 2B                        | 2013 год      | Исторический интерактивный музей, в котором собрана коллекция игровых автоматов, выпускавшихся в СССР с середины 1970-х годов |               |
| Музей восстания машин                                                                                             | Улица Ломоносова, 5 (Парголово)               | 2014 год      | Развлекательный музей-выставка, посвящённый футуристическим технологиям. |               |
| Яндекс Музей | Невский проспект, 68А                         | 2020 год      | Музей компании Яндекс, посвящен истории компьютерных и вычислительных технологий . |               |
| Музей маячной службы                                                                                              | Кронштадт, Форт Константин                    | 2017 год      | Музеи являются частью историко-культурного комплекса «Форт Константин» | Маячные линзы |
| Музей Пушкарь | Кронштадт, Форт Константин                    | 2021 год      | Музеи являются частью историко-культурного комплекса «Форт Константин» |               |

## Выставочные залы и комплексы
| Название                                                                   | Адрес                                      | Дата открытия | Описание экспозиции | Изображение |
| -------------------------------------------------------------------------- | ------------------------------------------ | ------------- | --- | ----------- |
| Ленэкспо                                                                   | Васильевский остров, Большой проспект, 103 | 1968 год      | Один из крупнейших выставочных центров России и самый значительный в Северо-Западном регионе страны |             |
| Артмуза                                                                    | Васильевский остров, 13 линия, 70          | 2014 год      | Музей современного искусства и выставочные залы в стенах бывшего завода «Муздеталь». |             |
| Центральный выставочный зал «Манеж»                                        | Исаакиевская площадь, 1                    | 1977 год      | От камерных выставок до масштабных международных проектов, от ежегодных выставок-циклов до уникальных экспозиций из частных собраний                                                                            |             |
| Выставочный зал «Цветы»                                                    | Шпалерная улица, 43                        | 1978 год      | На выставке можно увидеть различные декоративные растения, в том числе экзотические |             |
| Новый выставочный зал (филиал Государственного музея городской скульптуры) | Чернорецкий переулок, 2                    | 2002 год      | Регулярно проводятся выставки петербургских художников и скульпторов и организуются тематические экспозиции на основе музейных фондов                                                                           |             |
| Галерея «Центр книги и графики»                                            | Литейный проспект, 55                      | 1998 год      | В месяц проходят по две-три выставки современного искусства (живопись, графика, скульптура, декоративно-прикладные изделия)                                                                                     |             |
| Выставочный центр Санкт-Петербургского отделения Союза художников России   | Большая Морская улица, 38                  | 1932 год      | Выставочный центр приглашает посетить художественные выставки, концерты, творческие конкурсы и инсталляции |             |
| Выставочный зал Правительства Ленинградской области «Смольный»             | улица Смольного, 3                         | 2000 год      | В здании б. Мещанского училища проводятся выставки, представляющие культурную жизнь Ленинградской области — культуру и быт, населяющих её народов, историю городов, замков, крепостей, поместий и великих людей |             |
| Арт-галерея «АРКА»                                                         | Большая Морская улица, 6                   | 2004 год      | Тематические и персональные выставки проводятся каждые три недели. Открытие выставки всегда сопровождается дополнительным культурным мероприятием, органично поддерживающим идею выставки                       |             |
| Галерея ART re.FLEX                                                        | проспект Бакунина, 5                       | 2006 год      | Галерея работает с петербургскими и московскими художниками, выставляет зарубежных авторов, сотрудничает с другими галереями, коллекционерами, художественными и культурными организациями                      |             |
| Арт-Центр «Перинные Ряды»                                                  | Думская улица, 4                           | 2010 год      | Галерея представляет собой выставочную площадку для высокого искусства |             |
| Выставочный центр «Ткачи»                                                  | набережная Обводного канала, 60            | 2010 год      | Многофункциональный центр для культуры, образования, работы и отдыха |             |